# Флот открытого моря
Флот открытого моря (нем. Hochseeflotte) — основной военный флот германских кайзеровских ВМС в ходе Первой мировой войны, который базировался в Вильгельмсхафене.
Флот открытого моря создавал постоянную угрозу Британским островам и вынуждал британский Гранд-Флит постоянно находиться в районе Северного моря в течение всей войны, несмотря на нехватку кораблей на других театрах военных действий.
Британский Гранд-Флит численно превосходил Флот открытого моря в соотношении 3/2, хотя в первый год войны наблюдалось равенство сил. Правда, достигнуто оно было скорее из-за распыления сил Гранд-Флита, нежели в результате активных действий германских ВМС. В последующие годы соотношение изменилось в пользу британского флота. По этой причине Флот открытого моря избегал открытых столкновений с Гранд-Флитом и предпочитал стратегию рейдов в Северное море с целью выманить часть Гранд-Флита, отрезать её от основных сил и уничтожить. Тем не менее, Сражения в Гельголандской бухте (28 августа 1914 г.), у Доггер-банки (24 января 1915 г.) и Ютландское сражение (31 мая 1916 г.) не оказали решающего воздействия на расстановку сил в Северном море.
Так как блокада Германии британским флотом создавала все возрастающие экономические трудности, германские ВМС сконцентрировали свои ресурсы на ведении неограниченной подводной войны для ослабления британского флота и снятия блокады. Не считая двух выходов в море (в августе 1916 г и апреле 1918 г.), Флот открытого моря все время находился в своей базе.
В октябре 1918 года, перед лицом поражения в войне и недовольства народных масс, адмирал Шеер решил предпринять отчаянную атаку на Гранд-Флит. Зная, что подобная операция не будет поддержана, он не проинформировал правительство о своих замыслах. Но когда был отдан приказ о выходе флота в море (30 октября 1918 г.), большинство моряков отказалось его исполнять. План атаки был отменён, однако восстание моряков повлекло за собой революцию, падение имперского правительства (9 ноября 1918 г.) и окончание войны (11 ноября 1918 г.).
По условиям перемирия, Флот открытого моря должен был быть интернирован на базе британских Королевских ВМС Скапа-Флоу на Оркнейских островах. В ходе «Операции ZZ» 21 ноября 1918 г. 60 линейных кораблей Антанты эскортировали 11 линейных кораблей, 5 линейных крейсеров, 8 крейсеров и 48 эскадренных миноносцев Флота открытого моря на стоянку в Скапа-Флоу.

21 июня 1919 г. контр-адмирал фон Ройтер приказал командам затопить корабли, чтобы они не достались англичанам. Всего был затоплен 51 корабль.
В ходе столкновений с англичанами, пытавшимися остановить затопление, погибло девять немецких моряков.

## Командование флота
В разное время флот возглавляли:
- гросс-адмирал принц Генрих Прусский (16 февраля 1907 — 30 сентября 1909)
- адмирал Хеннинг фон Хольцендорф (1 октября 1909 — 28 января 1913)
- адмирал Фридрих фон Ингеноль (29 января 1913 — 2 февраля 1915)
- адмирал Гуго фон Поль (3 февраля 1915 — 9 января 1916)
- адмирал Рейнхард Шеер (24 января 1916 — 7 августа 1918)
- адмирал Франц фон Хиппер (11 августа — 30 ноября 1918)
- контр-адмирал Гуго Мойрер (1 декабря 1918 — 5 января 1919)
- коммодор Виктор Гардер (6 — 10 января 1919)